# El Carrizo, Elota
El Carrizo är en ort i Mexiko.   Den ligger i kommunen Elota och delstaten Sinaloa, i den centrala delen av landet, 900 km nordväst om huvudstaden Mexico City. El Carrizo ligger 50 meter över havet och antalet invånare är 4 931.
Terrängen runt El Carrizo är platt åt sydväst, men åt nordost är den kuperad. Runt El Carrizo är det mycket glesbefolkat, med 4 invånare per kvadratkilometer. Närmaste större samhälle är La Cruz, 11,1 km söder om El Carrizo. Omgivningarna runt El Carrizo är en mosaik av jordbruksmark och naturlig växtlighet.